# Kazimierz Koczapski
Kazimierz Koczapski (ur. 8 sierpnia 1919 w Przemyślu, zm. 28 września 1985 tamże) – polski piłkarz grający na pozycji bramkarz, działacz piłkarski.

## Kariera
Kazimierz Koczapski karierę sportową rozpoczął w 1936 roku w Czuwaju Przemyśl, w którym grał w latach 1936–1938, 1944–1947 oraz 1951–1953.
W latach 1948–1951 reprezentował barwy Polonia Bytom, w której konkurentami w bramce byli słynny przedwojenny bramkarz reprezentacji Polski, Edward Madejski, Mieczysław Wieczorkowski oraz Mieczysław Wójcicki. Debiut w ekstraklasie zaliczył 21 marca 1948 roku w wygranym 2:1 meczu domowym z Widzewem Łódź. W sezonie 1949 zajmując przedostatnie, 11. miejsce w tabeli ligowej, spadł z klubem do II ligi, jednak w po wygraniu grupy wschodniej w sezonie 1950 wrócił do ekstraklasy, w której 15 kwietnia 1951 roku rozegrał ostatni mecz: w 20. minucie przegranego 1:0 meczu wyjazdowego z Unią Chorzów zastąpił Henryka Skromnego. Łącznie w ekstraklasie rozegrał 32 mecze.

## Po zakończeniu kariery
Kazimierz Koczapski po zakończeniu kariery piłkarskiej, był w 1957 roku II prezesem Czuwaju Przemyśl. Zmarł 29 września 1985 roku w Przemyślu.

## Sukcesy
Polonia Bytom
- Awans do ekstraklasy: 1950